# Jim Plunkett
College Football Hall of Fame 1990
(en) Statistiques sur pro-football-reference
James William « Jim » Plunkett, né le 5 décembre 1947 à San José en Californie, est un joueur américain de football américain ayant évolué au poste de quarterback.

## Biographie
Étudiant à l'université Stanford, il joua pour les Stanford Cardinal. En 1971, il remporte avec Stanford le Rosebowl. Il a remporté le Trophée Heisman en 1970, mais également le Walter Camp Award et le Maxwell Award. Il est le premier vainqueur d'origine latino du Trophée Heisman.
Il est repêché en 1971 à la 1re place par les Patriots de la Nouvelle-Angleterre et y reste jusqu'en 1975. Il signe par la suite deux saisons aux 49ers de San Francisco avant d'aller aux Raiders de Los Angeles — futurs Raiders d'Oakland — où il reste jusqu'en 1986.
Il marquera notamment la franchise des Raiders en les menant par deux fois jusqu'à la victoire au Super Bowl (XV et XVIII). Il est même élu meilleur joueur du premier match.